# طحال بحري
الطُّحَال البَحْرِيّ (الاسم العلمي: .Asplenium marinum L) هي نوع نباتات من جنس الطُّحَال ومن الفصيلة الطُّحَالِيَّة ومن رتبة السرخسيات.